# Lasar-Hloba-Park
Koordinaten: 48° 28′ 11″ N, 35° 1′ 49″ O
Der Lasar-Hloba-Park (ukrainisch Парк Лазаря Глоби; ehemals Städtischer Garten, russisch Городской сад), benannt nach dem Jessaul Lasar Ostapowytsch Hloba (ukrainisch Лазар Остапович Глоба, † 1793), ist einer der ältesten und heute der zentrale Stadtpark der ukrainischen Metropole Dnipro.

## Bebauung und Bepflanzung
Im Park befindet sich ein See, um den herum es mehrere Attraktionen gibt, wie zum Beispiel die Kindereisenbahn (die von Mai bis September in Betrieb ist), ein Tropenhaus, eine Kartbahn und ein 1977 vom Architekten O. Petrow entworfenen Sommertheater.